# The Panthers Fútbol Club
Il The Panthers Fútbol Club è una società calcistica equatoguineana fondata nel 1997 a Malabo. Milita nella massima serie equatoguineana.
Ha vinto due coppe nazionali, nel 2012 e nel 2013.

## Rosa attuale
| N. |                               | Ruolo | Calciatore           |
| -- | ----------------------------- | ----- | -------------------- |
|    | Guinea Equatoriale (bandiera) | P     | Achille Pensy        |
|    | Guinea Equatoriale (bandiera) | P     | Arnold               |
|    | Guinea Equatoriale (bandiera) | P     | Antony Obiang        |
|    | Guinea Equatoriale (bandiera) | D     | Edmon Rim            |
|    | Guinea Equatoriale (bandiera) | D     | Gabriel Engonga      |
|    | Guinea Equatoriale (bandiera) | D     | Silvano Nsie         |
|    | Guinea Equatoriale (bandiera) | D     | Valérie Ntenfa       |
|    | Guinea Equatoriale (bandiera) | D     | Pierre-Désiré Colday |
|    | Guinea Equatoriale (bandiera) | C     | Roger Tande          |
|    | Guinea Equatoriale (bandiera) | C     | Francisco Eta        |
|    | Togo (bandiera)               | C     | Jean-Claude Dogba    |
|    | Guinea Equatoriale (bandiera) | C     | Félix Ncogo          |
|    | Guinea Equatoriale (bandiera) | C     | Blase Esono          |
|    | Guinea Equatoriale (bandiera) | C     | José Maria           |
|    | Guinea Equatoriale (bandiera) | C     | Juan Cocobis         |
|    | Guinea Equatoriale (bandiera) | C     | Pedro Obama          |

| N. |                               | Ruolo | Calciatore        |
| -- | ----------------------------- | ----- | ----------------- |
|    | Colombia (bandiera)           | C     | Fernelly Castillo |
|    | Guinea Equatoriale (bandiera) | C     | Ben Konaté        |
|    | Guinea Equatoriale (bandiera) | C     | Domingo Eworo     |
|    | Guinea Equatoriale (bandiera) | C     | Rosendo Nsue      |
|    | Guinea Equatoriale (bandiera) | C     | Santiago Abaga    |
|    | Guinea Equatoriale (bandiera) | C     | Andrés Osá        |
|    | Guinea Equatoriale (bandiera) | C     | Abdoulaye Ndoye   |
|    | Togo (bandiera)               | A     | Roland Gnansounou |
|    | Guinea Equatoriale (bandiera) | A     | Abel Fewal        |
|    | Guinea Equatoriale (bandiera) | A     | Fausto Juan Liso  |
|    | Guinea Equatoriale (bandiera) | A     | Emmanuel Molo     |
|    | Guinea Equatoriale (bandiera) | A     | Manuel Ferdinand  |
|    | Guinea Equatoriale (bandiera) | A     | Danny Quendambu   |
|    | Guinea Equatoriale (bandiera) | A     | Michi             |
|    | Sudan del Sud (bandiera)      | A     | Abdulah Saad      |

## Palmarès

### Competizioni nazionali
- Coppa della Guinea Equatoriale: 2

2012, 2013

### Altri piazzamenti
- Coppa della Guinea Equatoriale:

Finalista: 2015

## Galleria d'immagini

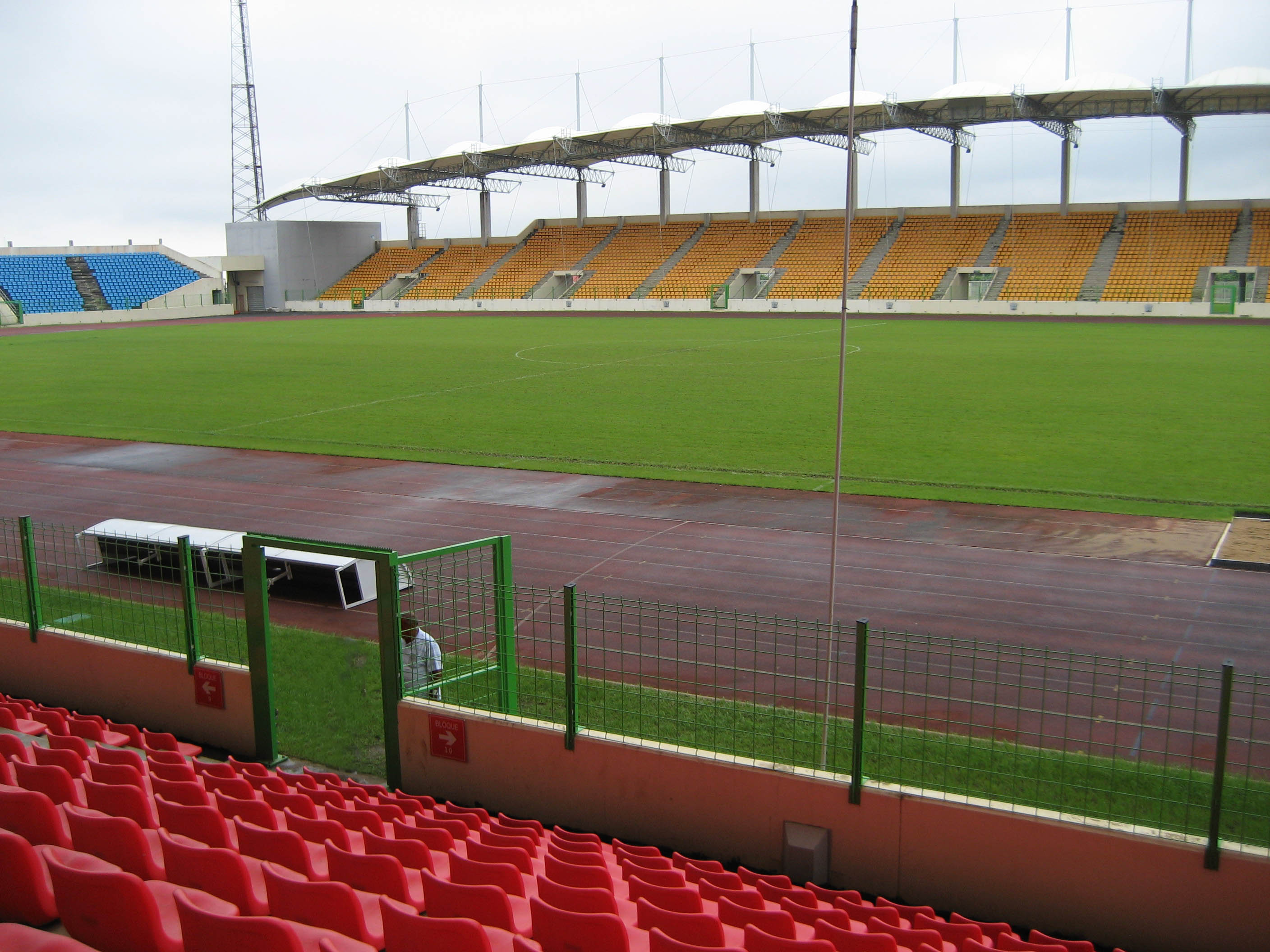
Il Nuevo Estadio de Malabo, utilizzato per le gare casalinghe